# ラインホルト・バハラー
ラインホルト・バハラー（Reinhold Bachler、1944年12月26日 - ）は、オーストリア、シュタイアーマルク州Eisenerz出身の元スキージャンプ選手。1960年代から1970年代にかけ活躍した。

## プロフィール
1966年のノルディックスキー世界選手権では70m級19位、90m級12位となる。
1967年、FISの国際ジャンプ大会11戦6勝して注目される。 その内、1967年3月12日Vikersundのスキーフライングにおいて154メートルの世界新記録（当時）を樹立した。翌1968年グルノーブルオリンピックの70m級で銀メダルを獲得。 以後オーストリアを代表するスキージャンプ選手のうちの1人だった。 
1970年の世界選手権では70m級37位、90m級9位の成績を残す。また1971年のオーストリア選手権70m級で優勝。
オーストリアチームは、1974-1975シーズンにバルダー・プライムル（バハラーの元同僚）がチーフコーチに就任。 彼はトレーニング方法と用具に革新をもたらした。
プライムルコーチはヴェテランジャンパーのバハラー、ルドルフ・ヴァナー、ウォルター・シュワブルに加えて多くの若手を抜擢した。アントン・インナウアー、カール・シュナーブル、アロイス・リップブルガー、ウィリ・ピュルストル、ハンス・ヴァルナー、ハンス・ミロニヒ、エディ・フェーデラー、ルパート・ギュルトラー、アルフレッド・プングといった生きの良い選手がチームに加わった。
30代となったバハラーはプレイムルコーチの指導を受けて復活する。
1975年、Vikersundのスキーフライング大会で優勝を飾る。
1975-1976シーズン、ジャンプ週間で自己最高位となる総合3位、また地元インスブルックで開催されたオリンピックで70m級6位、90m級5位に入賞した。オリンピック直後には来日し、第18回HBC杯国際ジャンプ競技大会で優勝、第47回宮様スキー大会国際競技会 (90メートル級) で3位の成績を残した。
翌シーズンも国際大会で2勝するなどした。
1978年、翌シーズンからスキージャンプ・ワールドカップが始まるのを待たずに現役引退した。
1982年から2000年までコーチを務めた。